# シュテッティン条約 (1715年)
シュテッティン条約（シュテッティンじょうやく、英語: Treaty of Stettin）は、大北方戦争中の1715年4月28日、シュテッティンにあるプロイセン軍営で締結された、ハノーファー選帝侯領とプロイセン王国の間の条約。
条約により、グレートブリテン王兼ハノーファー選帝侯ジョージ1世はプロイセン王国と反スウェーデン同盟を締結した。条約締結から数年後、スウェーデンはバルト海南部の所領から追い出され、1721年には大北方戦争に敗北した。